# Andrea Orlando
Pour les articles homonymes, voir Orlando.
Andrea Orlando, né le 8 février 1969 à La Spezia, est un homme politique italien, membre du Parti démocrate.
De 2021 à 2022, il est ministre du Travail et des Politiques sociales.

## Biographie

### Débuts en politique
Andrea Orlando entre très jeune en politique. En 1989, âgé de 20 ans, il devient le secrétaire provincial de la Fédération des Jeunesses Communistes italiennes et l'année suivante il est élu conseiller communal de la ville de La Spezia en tant que membre du Parti communiste italien. Après la dissolution du Parti communiste italien, il adhère à son successeur : le Parti démocrate de la gauche. En 1995, il devient le secrétaire de ce parti à La Spezia. En 2001, il est nommé secrétaire provincial des Démocrates de gauche (mouvement politique ayant succédé au Parti démocrate de la gauche) et, en 2003, il entre au sein de la direction du parti alors dirigé par Piero Fassino. Il commence en tant que Vice-responsable de l'organisation du parti avant de devenir responsable pour les entités locales. Enfin, en 2006, il devient membre du secrétariat national des Démocrates de gauche.

### Carrière politique nationale

#### Député italien
Andrea Orlando se présente en Ligurie aux élections générales italiennes de 2006, en tant que membre de la coalition de centre-gauche de L'Olivier, et est élu député. Lors de la dissolution des Démocrates de gauche en 2007, il adhère au Parti démocrate et devient le responsable de l'Organisation au sein du secrétariat national, alors dirigé par Walter Veltroni.
Il est réélu député en 2008 et devient également membre de la Commission parlementaire antimafia. Le 14 novembre 2008, il est nommé porte-parole du Parti démocrate.

#### Ministre du gouvernement
Porte-parole du Parti démocrate, Andrea Orlando devient ministre de l'Environnement, de la Protection du territoire et de la Mer du gouvernement Letta le 27 avril 2013, puis ministre de la Justice du gouvernement Renzi le 22 février 2014. Le 12 décembre 2016, il est reconduit au poste de ministre de la Justice dans le gouvernement Gentiloni, jusqu'à sa fin en 2018.
En février 2021, il devient ministre du Travail et des Politiques sociales dans le gouvernement Draghi.

#### Candidat au secrétariat du Parti démocrate
Deux mois plus tard, le 23 février 2017, il annonce sa candidature au poste de secrétaire du Parti démocrate dans la perspective de la primaire organisée par le parti à l'initiative de Matteo Renzi, lui-même candidat. 
Tandis que la presse italienne suppose que sa candidature est soutenue par l'ancien président de la République Giorgio Napolitano, Orlando précise qu'il ne quittera ses fonctions ministérielles qu'en cas de victoire à l'issue de la primaire.